# Koncert (forma muzyczna)

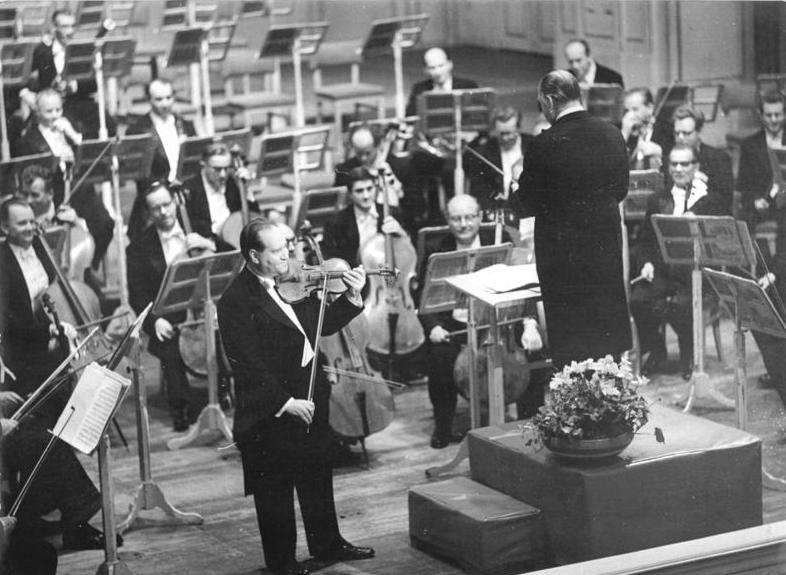
Dawid Ojstrach wykonujący koncert skrzypcowy (1960)

Koncert (łac. concerto – spieram się, walczę, współzawodniczę) – forma muzyczna, której istotą jest kontrastowanie partii zespołu (orkiestry) i partii solowej, zespołu i grupy solistów (concerto grosso), bądź samych partii solowych (np. koncerty wokalne).
Określenie „koncert” było początkowo używane na określenia utworów wokalno-instrumentalnych, w których instrumenty grały niezależne partie – w przeciwieństwie do powszechnej praktyki renesansowej, w której instrumenty towarzyszące głosom tylko je dublowały. Przykładami tych najwcześniejszych koncertów są m.in. In Ecclesiis Giovanniego Gabrielego czy Saul, Saul, was verfolgst du mich Heinricha Schütza.
Pierwsze koncerty instrumentalne w swej obsadzie i konstrukcji przypominały wczesnobarokową sonatę solową czy canzonę instrumentalną jedno- lub wielogłosową z basso continuo. W muzyce polskiej słowa „concerto” jako pierwszy użył Adam Jarzębski do określenia utworów na 1-2 instrumentalne głosy solowe i basso continuo.
Później koncert w najczęściej spotykanej postaci ma budowę trzy-, cztero- (concerto da chiesa) lub – rzadziej – wieloczęściową i przeznaczony jest na jeden lub więcej (concerto grosso) instrumentów solowych z towarzyszeniem orkiestry. Forma koncertu ugruntowana została na przełomie XVII i XVIII wieku. Niektóre koncerty, zwłaszcza dziewiętnastowieczne, mają charakter wirtuozowski i popisowy.